# Monocryphaea ravenelii
Monocryphaea ravenelii är en bladmossart som beskrevs av P. Rao 2001. Monocryphaea ravenelii ingår i släktet Monocryphaea och familjen Cryphaeaceae. Inga underarter finns listade i Catalogue of Life.